# Liste des châteaux des Hautes-Pyrénées
Cet article présente les châteaux (de défense ou d'agrément), maisons fortes, mottes castrales, situés dans le département français des Hautes-Pyrénées.

Il est fait état des inscriptions et classements au titre des monuments historiques.

## Liste
| Icône            | Signification    | Abréviations             | Abréviations                  | Abréviations             | Abréviations           |
| ---------------- | ---------------- | ------------------------ | ----------------------------- | ------------------------ | ---------------------- |
| Château fort     | Château fort     | = Bastide                | = Ferme fortifiée             | = Maison forte           | = (Néo-)Palladianisme  |
| Renaissance      | Renaissance      | = Château gascon         | = Folie (montpelliéraine)     | = Manoir, Gentilhommière | = Résidence épiscopale |
| Domaine viticole | Domaine viticole | = Classicisme, classique | = Forteresse, fort(ification) | = Maison (noble)         | = Style Beaux-Arts     |
| Palais           | Palais           | = Commanderie            | = Gothique (flamboyant)       | = Néo-baroque            | = Style Second Empire  |
| Ruine ou disparu | Ruine, disparu   | = Château pinardier      | = Hôtel particulier           | = Néo-classique          | = Style italianisant   |
|                  |                  | = Demeure seigneuriale   | ... = Style Louis XII...XVI   | = Néo-gothique           | = Style troubadour     |
|                  |                  | = Éclectisme             | = Logis (seigneurial)         | = Néo-Renaissance        | = Villa (de Nice)      |
| Baroque, rococo  | Baroque, rococo  | = Édifice religieux      | = Motte castrale/féodale      | = Pavillon de chasse     | = Styles du XXe siècle |

| Type                                          | Château                                       | Commune                 | Protection                                                  | Notes                                         | Coordonnées                      | Illustration |
| --------------------------------------------- | --------------------------------------------- | ----------------------- | ----------------------------------------------------------- | --------------------------------------------- | -------------------------------- | ------------ |
| Château fort · Ruine ou disparu               | Château d'Agos-Vidalos                        | Agos-Vidalos            |                                                             | XIIe siècle                                   | 43° 01′ 44″ N, 0° 04′ 36″ O      |              |
| Manoir, gentilhommière · Néo-classique        | Château de l'Angle                            | Pouzac                  | Inscrit MH (1990) · Classé MH (1994) · Notice no PA00095449 | XIXe siècle                                   | 43° 05′ 17″ N, 0° 08′ 49″ E      |              |
| Château fort · Ruine ou disparu               | Château des Angles                            | Les Angles              |                                                             | XIVe siècle                                   | 43° 04′ 59″ N, 0° 00′ 34″ E      |              |
| Château fort · Ruine ou disparu               | Château d'Arras                               | Arras-en-Lavedan        |                                                             | XIIIe siècle                                  | 42° 59′ 35″ N, 0° 07′ 44″ O      |              |
| Château fort · Ruine ou disparu               | Château d'Asté                                | Asté                    |                                                             | XVe siècle                                    | 43° 02′ 31″ N, 0° 10′ 13″ E      |              |
| Maison forte · Manoir, gentilhommière         | Manoir d'Arzaas                               | Salles                  |                                                             | XVIIe siècle - XIXe siècle                    | 43° 01′ 46″ N, 0° 07′ 10″ O      |              |
| Château fort · Ruine ou disparu               | Château d'Avezac                              | Avezac-Prat-Lahitte     |                                                             | XIIe siècle                                   | 43° 03′ 54″ N, 0° 20′ 09″ E      |              |
| Château fort · Ruine ou disparu               | Château de La Barthe                          | La Barthe-de-Neste      |                                                             | XIe siècle                                    | 43° 04′ 43″ N, 0° 23′ 37″ E      |              |
| Classicisme, classique                        | Château de Bazet                              | Bazet                   |                                                             | XVIIIe siècle                                 | 43° 17′ 28″ N, 0° 04′ 44″ E      |              |
| Château fort · Ruine ou disparu               | Château de Beaucens                           | Beaucens                | Inscrit MH (1927) · Notice no PA00095344                    | XIVe siècle                                   | 42° 58′ 19″ N, 0° 03′ 35″ O      |              |
|                                               | Château de Beaudéan                           | Beaudéan                |                                                             |                                               | 43° 01′ 49″ N, 0° 09′ 51″ E      |              |
| Château fort · Ruine ou disparu               | Château des Comtes de Comminges de Bramevaque | Bramevaque              | Inscrit MH (1950) · Notice no PA00095355                    | XIIe siècle - XIIIe siècle                    | 42° 58′ 33″ N, 0° 34′ 26″ E      |              |
| Château fort · Ruine ou disparu               | Château de Cadéac                             | Cadéac                  |                                                             | XIIIe siècle                                  | 42° 53′ 20″ N, 0° 20′ 52″ E      |              |
| Classicisme, classique                        | Château de Camalès                            | Camalès                 | Inscrit MH (1999) · Notice no PA65000007                    | XVIIe siècle, XVIIIe et XIXe siècles          | 43° 21′ 34″ N, 0° 04′ 25″ E      |              |
| Château fort · Ruine ou disparu               | Château Jalou                                 | Geu                     |                                                             | XIVe siècle                                   | 43° 02′ 45″ N, 0° 02′ 58″ O      |              |
| Château fort · Ruine ou disparu               | Château de Castelloubon                       | Ourdis-Cotdoussan       |                                                             | Xe et XIIIe siècles                           | 43° 03′ 08″ N, 0° 01′ 24″ E      |              |
| Château fort · Ruine ou disparu               | Château de Castelnau-Rivière-Basse            | Castelnau-Rivière-Basse |                                                             | XIIIe siècle                                  | 43° 34′ 46″ N, 0° 01′ 34″ O      |              |
| Classicisme, classique                        | Château de Gardères                           | Gardères                | Inscrit MH (1997) · Notice no PA65000003                    | XVIIIe siècle                                 | 43° 16′ 49″ N, 0° 06′ 41″ E      |              |
| Château fort · Ruine ou disparu               | Château de Génos                              | Génos                   |                                                             | XIIIe siècle                                  | 42° 48′ 35″ N, 0° 24′ 18″ E      |              |
| Château fort · Ruine ou disparu               | Château de Hagedet                            | Hagedet                 | Inscrit MH (1997) · Notice no PA65000004                    | XIe siècle - XVe siècle                       | 43° 31′ 06″ N, 0° 01′ 51″ O      |              |
| Château fort · Ruine ou disparu               | Château de Hèchettes                          | Hèches                  |                                                             | XIIe siècle                                   | 43° 01′ 08″ N, 0° 22′ 39″ E      |              |
| Renaissance                                   | Château de Horgues                            | Horgues                 | Inscrit MH (1977) · Notice no PA00095378                    | XVe et XVIe siècles, XVIIIe et XIXe siècles   | 43° 11′ 20″ N, 0° 05′ 24″ E      |              |
| Ruine ou disparu                              | Château de Labassère                          | Labassère               |                                                             |                                               | 43° 03′ 32″ N, 0° 05′ 40″ E      |              |
| Château fort · Renaissance · Ruine ou disparu | Château de Labatut                            | Labatut-Rivière         | Inscrit MH (1982) · Notice no PA00095384                    | XIVe siècle - XVIIIe siècle                   | 43° 31′ 28″ N, 0° 01′ 53″ E      |              |
| Néo-classique · Domaine viticole              | Château de Laborie                            | Castelnau-Rivière-Basse | Inscrit MH (1992) · Notice no PA00095452                    | XIXe siècle                                   | 43° 34′ 44″ N, 0° 03′ 34″ O      |              |
| Néo-classique                                 | Château de Laloubère                          | Laloubère               | Inscrit MH (1995) · Notice no PA00135470                    | XIXe siècle                                   | 43° 12′ 31″ N, 0° 04′ 21″ E      |              |
| Renaissance                                   | Château de Lascazères                         | Lascazères              |                                                             | XVIe siècle - XIXe siècle                     | 43° 30′ 28″ N, 0° 01′ 35″ O      |              |
| Château fort · Ruine ou disparu               | Château de Lomné                              | Lomné                   |                                                             |                                               | 43° 02′ 46″ N, 0° 17′ 39″ E      |              |
| Château fort                                  | Château de Lourdes                            | Lourdes                 | Classé MH (1995) · Notice no PA00135708                     | XIe et XIXe siècles                           | 43° 05′ 48″ N, 0° 02′ 56″ O      |              |
| Classicisme, classique · Style Louis XV       | Château de Lussy                              | Maubourguet             | Inscrit MH (1995) · Notice no PA00135472                    | XVIIIe et XIXe siècles                        | 43° 28′ 03″ N, 0° 02′ 32″ E      |              |
| Château fort                                  | Château de Mauléon-Barousse                   | Mauléon-Barousse        |                                                             | XIe et XXe siècles                            | 42° 57′ 37″ N, 0° 34′ 03″ E      |              |
| Château fort                                  | Château de Mauvezin                           | Mauvezin                | Inscrit MH (1941) · Notice no PA00095398                    | XIIIe siècle - XVe siècle                     | 43° 07′ 07″ N, 0° 16′ 35″ E      |              |
| Classicisme, classique                        | Château de Miramont                           | Adast                   |                                                             | XVIIe siècle - XVIIIe siècle                  | 42° 58′ 20,7″ N, 0° 04′ 51,91″ O |              |
| Château fort · Ruine ou disparu               | Château de Montoussé                          | Montoussé               |                                                             |                                               | 43° 03′ 48″ N, 0° 24′ 52″ E      |              |
| Maison forte · Domaine viticole               | Château de Montus                             | Castelnau-Rivière-Basse | Inscrit MH (1988) · Notice no PA00095362                    | XVe siècle                                    | 43° 34′ 06″ N, 0° 01′ 31″ O      |              |
| Château fort · Ruine ou disparu               | Château de Moulor                             | Loudervielle            |                                                             | XIIIe siècle - XIXe siècle                    | 42° 48′ 24″ N, 0° 25′ 02″ E      |              |
| Classicisme, classique                        | Château des Nestes                            | Arreau                  | Inscrit MH (1981) · Notice no PA00095318                    | XVIIe siècle                                  | 42° 54′ 24″ N, 0° 21′ 29″ E      |              |
| Château fort · Style troubadour               | Château d'Odos                                | Odos                    | Inscrit MH (2006) · Notice no PA65000011                    | XIIIe et XVe siècles, XIXe siècle             | 43° 11′ 48″ N, 0° 03′ 29″ E      |              |
| Renaissance · Style Beaux-Arts                | Château d'Ourout                              | Argelès-Gazost          | Inscrit MH (1995) · Notice no PA00095314                    | XVe et XVIe siècles, XIXe siècle              | 43° 00′ 14″ N, 0° 06′ 07″ O      |              |
| Renaissance · Ruine ou disparu                | Château de Parabère                           | Larreule                |                                                             | XVe siècle                                    | 43° 26′ 07″ N, 0° 01′ 06″ E      |              |
| Château fort                                  | Château du Prince Noir                        | Arcizans-Avant          |                                                             | XIIe et XIVe siècles                          | 42° 59′ 22″ N, 0° 06′ 29″ O      |              |
| Château fort · Ruine ou disparu               | Château Sainte-Marie                          | Esterre                 | Inscrit MH (1930) · Notice no PA00095392                    | Xe siècle - XIVe siècle                       | 42° 52′ 33″ N, 0° 00′ 02″ E      |              |
| Château fort · Renaissance                    | Château de Sauveterre                         | Sauveterre              |                                                             | XIVe et XVIe siècles, XVIIIe siècle           | 43° 28′ 32″ N, 0° 05′ 59″ E      |              |
| Château fort · Classicisme, classique         | Château de Ségure                             | Arreau                  | Notice no IA65000271                                        | XIVe et XVIe siècles, XVIIe et XVIIIe siècles | 42° 54′ 19″ N, 0° 21′ 35″ E      |              |
| Château fort · Classicisme, classique         | Château de Tostat                             | Tostat                  | Inscrit MH (1987) · Classé MH (1988) · Notice no PA00095435 | XIVe et XVIIIe siècles                        | 43° 19′ 36″ N, 0° 05′ 50″ E      |              |
| Château fort · Ruine ou disparu               | Château de Tramezaygues                       | Tramezaïgues            | Inscrit MH (1980) · Notice no PA00095436                    | XIe et XIIe siècles                           | 42° 47′ 37″ N, 0° 17′ 16″ E      |              |
| Château fort · Ruine ou disparu               | Château de Vieuzac                            | Argelès-Gazost          |                                                             | XIIIe et XIVe siècles                         | 43° 00′ 34″ N, 0° 05′ 57″ O      |              |
| Manoir, gentilhommière                        | Château de Villefranque                       | Villefranque            |                                                             |                                               | 43° 30′ 24″ N, 0° 00′ 26″ O      |              |

## Répartition géographique
| \| Tarbes Agos Angles Prince Noir Arras Nestes Ségure Vieuzac Ourout Avezac La Barthe Beaucens Beaudéan Bramevaque Cadéac Camalès Castelnau Laborie Montus Esterre Gardères Génos Hagedet Hèches Horgues Labassère Labatut Laloubère Parabère Lascazères Lomné Moulor Lourdes Lussy Mauléon Mauvezin Montoussé Odos Castelloubon Angle Arzass Sauveterre Tostat Tramezaygues Villefranque \| Répartition géographique des châteaux |
| Tarbes Agos Angles Prince Noir Arras Nestes Ségure Vieuzac Ourout Avezac La Barthe Beaucens Beaudéan Bramevaque Cadéac Camalès Castelnau Laborie Montus Esterre Gardères Génos Hagedet Hèches Horgues Labassère Labatut Laloubère Parabère Lascazères Lomné Moulor Lourdes Lussy Mauléon Mauvezin Montoussé Odos Castelloubon Angle Arzass Sauveterre Tostat Tramezaygues Villefranque                                             |